# Phare de Galina Point
Le phare de Galina Point  est un phare situé dans la Paroisse de Saint Mary (Comté du Middlesex), en Jamaïque.
Ce phare est géré par l'Autorité portuaire de la Jamaïque , une agence du Ministère des Transports .
Ce phare est inscrit à la liste des sites du patrimoine national en Jamaïque par le Jamaica National Heritage Trust (en).

## Description
La première station de signalisation a été établie en 1912. La date de la mise en service du phare actuel n'est pas connue.
Le phare est une tour en béton effilée triangulaire de 13 m de haut avec une lumière à son extrémité. La tour est peinte en blanc et la lentille est accessible par un escalier extérieur.
Il émet, à une hauteur focale de 19 m, un éclat blanc toutes les 12 secondes. Sa portée nominale est de 22 milles nautiques (environ 40 km). Il est alimenté à l'énergie solaire.
Il est érigé au nord de Port Maria, à environ 7 km d'Oracabessa, sur la côte nord de l'île.sud de l'île.

Identifiant : ARLHS : JAM-002 - Amirauté : J5266 - NGA : 13828.

## caractéristique duFeu maritime
Fréquence : 12 secondes (W)
- Lumière : 1,2 seconde
- Obscurité : 10,8 secondes

### Lien connexe
- Liste des phares à la Jamaïque